# Albert Lortzing
Albert Lortzing (né le 23 octobre 1801 à Berlin et mort le 21 janvier 1851 dans la même ville) est un compositeur, librettiste, acteur et chanteur prussien. Il est l'un des principaux représentants de la variante germanique de l'Opéra-comique, le Spieloper.

## Biographie
Albert Lortzing est le fils d'un ancien commerçant de cuir, Johann Gottlieb Lortzing, et de sa femme, Charlotte Sophie. Passionnés de théâtre, ses parents fondent la société théâtrale Urania après avoir cédé le commerce familial, ce qui leur permet de donner des représentations à travers la quasi-totalité des provinces allemandes.
En 1811, la famille déménage à Breslau, avant de réaliser pendant l'été 1813 une tournée à travers Bamberg, Cobourg, Strasbourg, Baden-Baden et Fribourg.
La première apparition sur scène d'Albert Lortzing se déroule à la Cathédrale Notre-Dame de Fribourg. Le jeune acteur, alors âgé de 12 ans, déclenche l'enthousiasme de son public pendant l'entracte en récitant des poèmes ("unter lebhaftem Beifall", sous une pluie d'applaudissements). À partir de 1817, la famille Lortzing rejoint la troupe rhénane de Josef Derossi (de) et se produit sur les scènes de Bonn et d'Aix-la-Chapelle, ainsi qu'à Düsseldorf, Barmen ou Cologne. Apprécié du public, Lortzing ne se limite pas au théâtre et s'essaie également comme ténor.
Le 30 janvier 1824, il épouse l'actrice Rosina Regine Ahles, onze enfants naissent de cette union, puis intègre le théâtre de la cour de Detmold à partir de l'automne 1826. De passage à Münster et à Osnabrück, c'est dans cette dernière ville qu'Albert Lortzing rejoint la franc-maçonnerie.
Alors qu'il commence à composer à Detmold, Albert Lortzing organise une représentation de son oratorio, "Die Himmelfahrt Christi" (L'Ascension du Christ), à Münster qui lui attire la critique du président du gouvernement de cette ville. Ce dernier aurait ainsi déclaré que l'acteur n'avait pas tout à fait une vocation de compositeur ("als Compositeur durchaus keinen Ruf habe").
Toujours à Detmold, un malentendu, qui se résoudra vite, éclate avec l'excentrique poète Christian Dietrich Grabbe, pour qui Lortzing avait composé la musique de scène de son unique drame Don Juan und Faust. Un journal de Francfort fait ainsi l'éloge de la pièce en attribuant le texte à Lortzing en lieu et place de Grabbe.

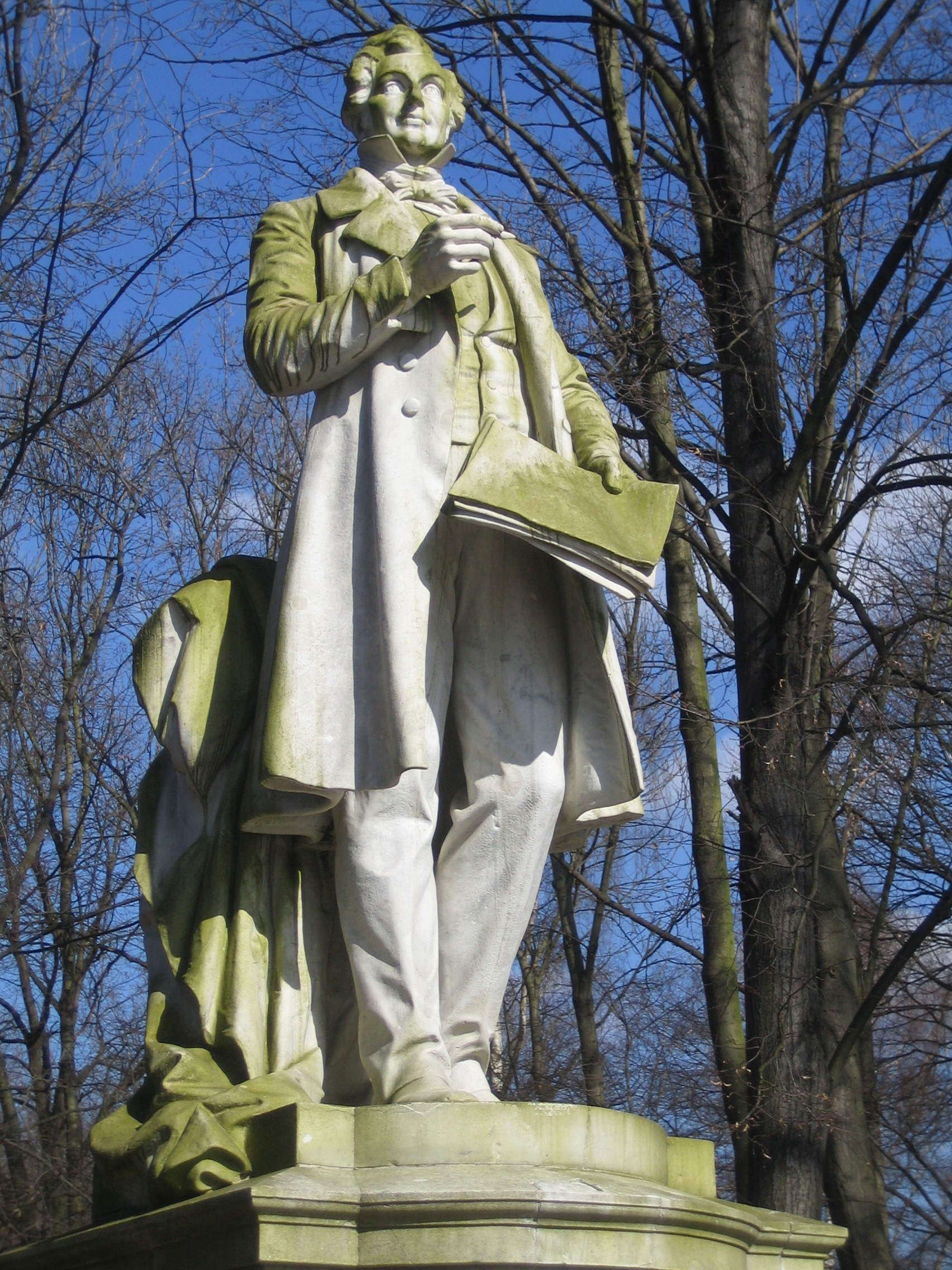
Statue d'Albert Lortzing par Gustav Eberlein au parc Tiergarten à Berlin

Le 3 novembre 1833, Albert Lortzing fait ses débuts au théâtre municipal de Leipzig, où ses parents exerçaient déjà comme membres de la troupe de Friedrich Sebald Ringelhardt. En 1834, il adhère à la loge franc-maçonne Balduin zur Linde. Dans le même temps, avec les artistes du groupe "Tunnel unter der Pleisse", il brille tout particulièrement dans les comédies de Johann Nestroy. Cependant, ses premiers opéras comiques ainsi qu'un certain penchant pour l'improvisation par rapport au texte censuré par la « police du théâtre », commencent à lui attirer quelques problèmes.
L'opéra Zar und Zimmermann (Le tsar et le charpentier) est créé le 22 décembre 1837 à Leipzig, le compositeur interprétant lui-même le rôle de Peter Ivanov. Cette représentation n'est pas un triomphe et le compositeur devra attendre celle de Berlin, en 1839, pour que l'œuvre réalise une percée notable. De nos jours, traduite en anglais, français, danois, suédois, néerlandais et même en russe et en espéranto (voir http://www.literatura.bucek.name/verda_stacio/VS-Verkoj.htm)
cette pièce est considérée comme l'une des plus importantes de l'opéra-comique allemand.
En 1844, Albert Lortzing est nommé directeur musical (Kapellmeister) au théâtre municipal de Leipzig, mais se fait renvoyer pour un prétexte futile en avril 1845. Son licenciement suscite les protestations répétées d'un public impuissant. De même, une lettre ouverte signée par la quasi-totalité de ses collègues s'oppose à la décision du conseil municipal.
De 1845 à 1847, Albert Lortzing est de nouveau directeur musical (Kapellmeister), cette fois-ci au Theater an der Wien. En 1848, symbolisant l'envie croissante de liberté de son peuple (qui aboutira à la Révolution de Mars), il écrit la musique et le livret d'un nouvel opéra, Regina, dont le nom tient directement de sa femme, et où les conflits sociaux et la phobie du suicide sont mis en avant. Son dernier opéra, Rolands Knappen (1849), fait quant à lui la satire d'un État militaire.
En 1848, son contrat est annulé, ce qui le contraint à retourner sur scène (à Gera ou à Lunebourg) pour faire subsister sa famille nombreuse. Il parvient cependant à retrouver un poste de directeur musical au Friedrich-Wilhelmstädtischen Theater de Berlin.
Albert Lortzing s'éteint le matin du 21 janvier 1851. Présents à l'enterrement de l'acteur et musicien, au centre de Berlin dans le second Sophien-Friedhof, on trouve notamment Giacomo Meyerbeer, Heinrich Dorn, Wilhelm Taubert et Carl Friedrich Rungenhagen. Les camarades de théâtre du défunt choisissent d'orner son cercueil des couleurs Noir-Rouge-Or (l'actuel drapeau allemand) de l'Urburschenschaft, association nationaliste révolutionnaire interdite après 1848.

## Œuvres choisies
- Die Himmelfahrt Christi, oratorio (Münster, 1828)
- Szenen aus Mozarts Leben (Münster 1832)
- Der Weihnachtsabend (Münster, 1832)
- Die beiden Schützen (Leipzig, 1837)
- Zar und Zimmermann (Leipzig, 1837)
- Hans Sachs (Leipzig, 1840)
- Casanova (Leipzig, 1841)
- Der Wildschütz (Leipzig, 1842)
- Undine (Magdeburg, 1845)
- Der Waffenschmied (Vienne, 1846)
- Regina ("Freiheitsoper", opéra pour la liberté, composé en 1848 à Vienne, qui ne fut jamais représenté du vivant d'Albert Lortzing : il le fut pour la première fois à Gelsenkirchen, en 1998)
- Rolands Knappen oder Das ersehnte Glück (Leipzig, 1849, représenté en version non censurée pour la première fois en 2005 à Freiberg.)
- Die Opernprobe (Francfort, 1851)